# Catedral de San Albano (Namur)
La catedral de San Albano (en francés: Cathédrale Saint-Aubain) es una catedral  católica de Bélgica que se localiza en Namur, Valonia, que constituye la única catedral en Bélgica en estilo barroco tardío académico. Era la única iglesia construida en los Países Bajos meridionales como una catedral después de 1559, cuando la mayoría de las diócesis dse reorganizaron. Está clasificada como parte del patrimonio importante de la Región Valona. Pertenece a la diócesis de Namur.
A pesar de estar en Bélgica, el diseño catedral tiene influencia italiana, ya que fue construida  por el arquitecto Gaetano Matteo Ticinese Pisoni entre 1751 y 1767. Una torre de la antigua iglesia románica, que data del siglo XIII y que se encontraba en el sitio, ha sobrevivido y está situada en el extremo occidental de la iglesia.
En 1908, un arquitecto belga, Charles Ménart utilizó la catedral como inspiración para el diseñó de la iglesia de San Luis, en Glasgow, Reino Unido.